# Dasylirion gentryi
Dasylirion gentryi är en sparrisväxtart som beskrevs av Bogler. Dasylirion gentryi ingår i släktet Dasylirion, och familjen sparrisväxter. Inga underarter finns listade i Catalogue of Life.

## Bildgalleri

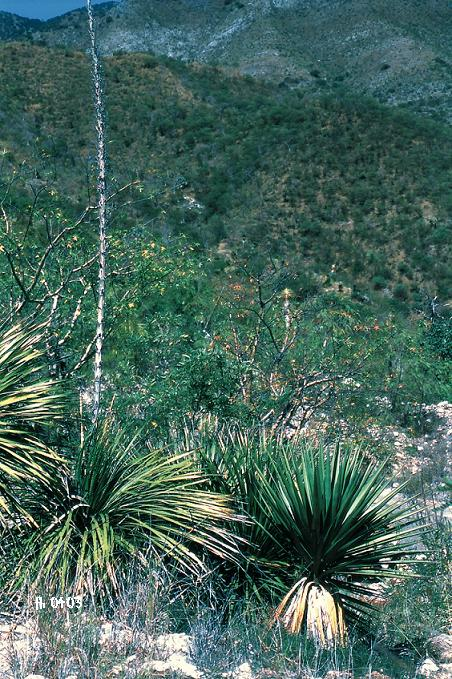